# Шлаубеталь
Шлаубеталь (нім. Schlaubetal) — громада в Німеччині, розташована в землі Бранденбург. Входить до складу району Одер-Шпре. Центр об'єднання громад Шлаубеталь.
Площа — 52,34 км2. Населення становить 1844 ос. (станом на 31 грудня 2020).

## Галерея

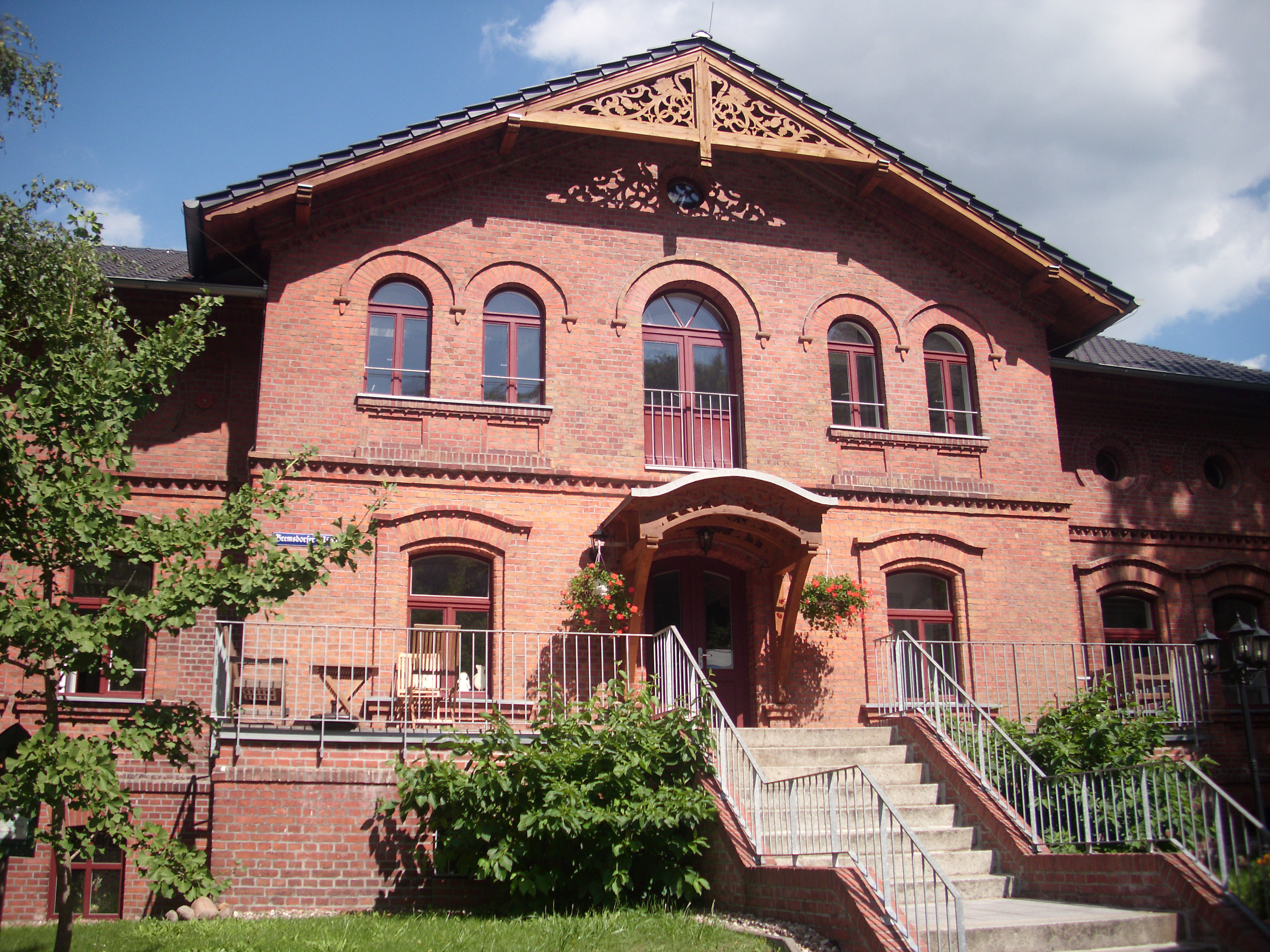
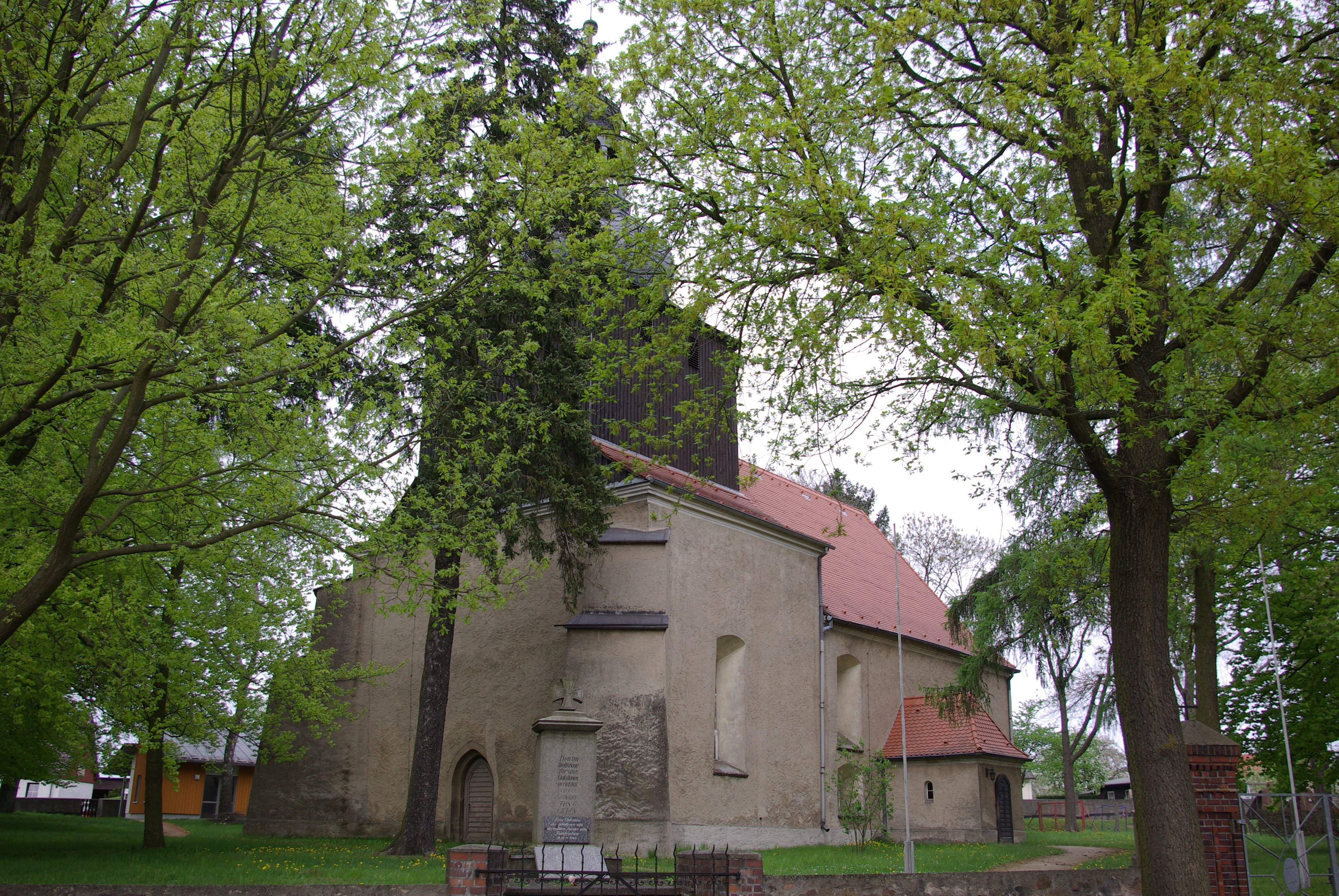